# Фалькенштейн, Иоганн Пауль
Иоганн Пауль фон Фалькенштейн (нем. Johann Paul Freiherr von Falkenstein; 15 июня 1801, Пегау — 14 января 1882, Дрезден) — саксонский политический деятель, барон.

## Биография
Назначенный в 1844 году министром внутренних дел Саксонии, он возбудил довольно общую антипатию своими реакционными поползновениями; однако в 1847 году выработал закон о печати, несколько улучшавший её положение.
Революция 1848—1849 годов в Германии заставила его удалиться в частную жизнь.
В 1850 году он был назначен президентом консистории, в 1853 года — министром культов и просвещения. При нём значительно улучшено содержание народных учителей, основано много новых гимназий и учительских семинарий, улучшены вспомогательные учебные средства Лейпцигского университета (лаборатории, институты и т. д.) и приглашено несколько крупных учёных сил, так что он занял на время первое место среди германских университетов.
В 1866 году, после окончания Австро-прусской войны, Фалькенштайн занял пост президента кабинета. В 1868 году им преобразовано церковное управление в Саксонии: избрание церковных старост (нем. Kirchenvorstände) предоставлено прихожанам. В 1871 году Фалькенштайн занял более спокойный пост министра королевского двора.
Написал на основании рукописных заметок короля Иоганна и собственных воспоминаний биографию: «Johann, König von Sachsen. Ein Lebensbild» (Дрезд., 1878). См. Petzholdt, «Johann-Paul-Freiherr von Falkenstein» (Дрезден, 1882).